# Pula
Pula (tal. Pola, istrovenetski Poła, istriotski Puola, lat. Pietas Iulia, stariji hrv. čak. Pul, slov. Pulj, njem. Polei), grad na zapadu Hrvatske. Najveći je grad Istarske županije, leži na jugozapadnom području istarskog poluotoka u dobro zaštićenom zaljevu.
Grad ima dugu tradiciju vinarstva, ribarstva, brodogradnje i turizma, a ujedno je i tranzitna luka. Pula je kulturni centar Istre još od rimskoga doba.

## Povijest

### Prapovijest
Ljudski ostaci, datirani unatrag milijun godina prije Krista, pronađeni su u spilji Šandalja blizu Pule. Lončarija iz perioda neolitika (6000. – 2000. pr. Kr.), koja ukazuje na ljudska naselja, pronađena je u okolici Pule.
Najraniji zapis trajnog naseljavanja na područja grada Pule potječu iz 10. stoljeća pr. Kr. Prvo naselje osnovalo je ilirsko pleme Histra, drevnog naroda koje je živjelo u Istri.
Grad je bio poznat grčkim putnicima i moreplovcima, jer se njegov osnutak povezuje s Kolhiđanima. Pula se spominje u mitološkoj priči o Jazonu i Medeji, koji su oteli zlatno runo. Kolhiđani su se dali u potjeru za Jazonom stigavši do sjevernog Jadrana. Budući da nisu uspjeli uhvatiti Jazona i vratiti zlatno runo, nisu se smjeli vratiti kući, pa su na obližnjoj obali gdje je živjelo ilirsko pleme podigli naselje. Nazvali su ga Polai što znači "grad bjegunaca". Prisutnost grčke kulture dokazuje pronalazak grčke lončarije i dijela Apolonova kipa.

### Antičko razdoblje
Rimljani su istarski poluotok zauzeli 177. pr. Kr., započevši proces romanizacije. Grad je uzdignut na kolonijalnu razinu između 46. – 45. pr. Kr. Tijekom tog razdoblja grad je cvjetao, te je dostigao vrhunac s oko 30.000 stanovnika. Postao je značajna rimska luka s velikim okolnim područjem pod svojom upravom. Nakon građanskog rata 42. pr. Kr. između trijumvira Oktavijana, Antonija i Lepida s jedne strane i Cezarovih ubojica Bruta i Kasija s druge, Pula je pristala uz Kasijevu stranu jer je grad osnovao Kasije Longin, Kasijev brat. Nakon Oktavijanove pobjede kod Akcija 31. pr. Kr. grad je razoren i opustošen. Međutim, grad je ubrzo obnovljen na zahtjev Oktavijanove kćeri Julije, te je nazvan Colonia Pietas Iulia Pola Pollentia Herculanea. Podignuta su velika klasična zdanja od kojih je nekoliko preživjelo sve do danas. Rimljani su također u gradu izgradili vodovod i kanalizaciju. Utvrdili su grad bedemom s deset vrata od kojih su neka još uvijek očuvana: Slavoluk Sergijevaca, Herkulova vrata (u kojima su uklesana imena osnivača grada) i Dvojna vrata. Tijekom vladavine cara Septimija Severa ime grada je promijenjeno u "Res Publica Polensis".
Godine 425. grad je postao sjedište biskupa o čemu svjedoče ostaci temelja nekoliko vjerskih građevina.

### Srednji vijek
Nakon pada Zapadnog Rimskog Carstva grad i regiju su razorili Ostrogoti. Njihova vladavina je završila nakon 60 godina, kad je Pula došla pod Ravenski egzarhat (540. – 751.). Tijekom tog perioda Pula se razvijala pa je postala glavna luka bizantinske mornarice. Katedrala i crkva sv. Marije Formose potječu iz tog razdoblja.
Prvi dolazak Hrvata u okolicu grada bilježi se u 7. stoljeću. Povijest grada nastavlja odražavati njegovu lokaciju i važnost, kao i čitave regije, u prekrajanju granica među europskim silama.
Od 788. nadalje Pulom vlada Franačko kraljevstvo pod Karlom Velikim. Pula je postala sjedište izbornih grofova Istre sve do 1077.[nedostaje izvor]  Mlečani su preuzeli grad 1148., a 1150. Pula je prisegnula na odanost Mletačkoj Republici, postavši tako mletačkim posjedom. Stoljećima kasnije, sreća i sudbina grada ostali su tijesno povezani uz mletačku silu. Godine 1192. osvojili su ga Pižani, ali su ga Mlečani ubrzo vratili pod svoju upravu.
Godine 1238. papa Grgur IX. stvorio je savez između Genove i Venecije protiv Carstva, a uskoro i protiv Pise. Pošto je Pula stala na stranu Pise, grad su opljačkali Mlečani 1243. Ponovno je razoren 1267. te 1397. Kada su Đenovljani porazili Mlečane u pomorskoj bitci. Pula je već u 13. stoljeću imala svoj pisani statut.
U Puli je nakon toga počeo polagan pad. Ovo opadanje ubrzano je sukobima lokalnih obitelji: antičkom obitelji Sergijevaca s obitelji Ionotasi (1258. – 1271.) i sukobom Venecije s Genovom oko kontrole nad gradom i njegovom lukom (kasno 13. – 14. stoljeće).
Talijanski pjesnik Dante Alighieri spominje Pulu u svojoj Božanskoj komediji: come a Pola, presso del Carnaro ch'Italia chiude e i suoi termini bagna ili u hrvatskom prijevodu i ko što su [grobne rake] kod Pule, blizu žala, gdje Kvarner među Italije pere (Pakao IX, 113-114). Istarski razvod (1325.) potječe iz istog razdoblja. To je važan hrvatski dokument napisan na latinskom, njemačkom i hrvatskom jeziku, pisanim najstarijim hrvatskim pismom, glagoljičnim alfabetom.

### Mletačka, Napoleonova i rana Habsburška uprava
Mlečani su zauzeli Pulu 1331. i vladali su njome sve do 1797. godine. Tijekom 14., 15. i 16. stoljeća Pulu su napadali i osvajali Đenovljani, hrvatsko-ugarska vojska, habsburška vojska. To je dovelo i do odumiranja brojnih malih srednjovjekovnih naselja i sela. Pored ratnih osvajanja, pulsko i istarsko stanovništvo desetkovano je velikim epidemijama kuge, malarije, tifusa, velikih boginja. Do 1750-ih grad je nastanjivalo samo 300 žitelja.
Nakon propasti Mletačke Republike 1797., kada je Mletke porazio Napoleon, grad postaje dijelom Habsburške Monarhije. Godine 1805. u grad su provalili Francuzi nakon što su porazili Austrijance. Grad je uključen u francusko marionetsko Kraljevstvo Italiju, a zatim stavljen pod izravnu kontrolu Ilirskih provincija Francuskoga Carstva.

### Austro-Ugarska
Godine 1813. Pula i Istra su vraćeni pod upravu Austrijskog Carstva (kasnije Austro-Ugarske Monarhije), te su postali dio krunske zemlje Austrijskog primorja. Tijekom tog razdoblja Pula je povratila blagostanje. Od 1859. godine pulska ogromna prirodna luka postala je glavna i najutvrđenija austrijska ratna luka i glavno središte brodogradnje. Grad je proživio preobrazbu iz gradića s izbljedjelim antičkim sjajem u industrijski grad. Otok Lošinj (Lussino) smješten južno od Pule postao je ljetna rezidencija austrijske carske obitelj Habsburg. 1900. godine prvi je automobil provozio pulskim ulicama, a 1901. i prvi električni automobil.
Od početka Prvoga svjetskog rata bila je jedna od primarnih ciljeva Talijanske ratne mornarice. Austro-ugarsko zapovjedništvo odlučilo se za borbu flotom za odvraćanje i izbjegavati bitke na pučini. Talijani su nekoliko puta pokušali kriomice prodrijeti u luku i potopiti neki brod, no nisu uspjeli, jer je luka bila dobro nadzirana a postavljene su razne pomorske prepreke. Nakon preokreta ratne sreće 1918., bilo je sve izvjesnije da će Austro-Ugarska propasti i nastati jedna ili više novih slavenskih država. Da bi izbjegla predaju mornarice silama Antante, car Karlo I. odlučio je predati vlastitu mornaricu državi koja se već proglasila neutralnom, Državi SHS. Nadao se da će nova kraljevina pripojiti se novoj federaciji država kojom će on vladati.
Uslijedila je nepotrebna egoistična talijanska vojna akcija koja nije imala nikakvi vojni, ni strateški ni diplomatski učinak. Kraj rata bio je izvjestan, kao i iscrpljenost obiju strana za nastavak rata, a ratni neprijatelj Austro-Ugarska je nestao. Za vrijeme proglašenog primirja 1. studenoga 1918. dvojica poručnika Talijanske kraljevske ratne mornarice izvršili su prepad na usidrenu flotu. Potopljen je bivši admiralski brod carske mornarice SMS Viribus Unitis, sada pod hrvatskom zastavom. Rezultat je bio oko 300 žrtava i nestalih. Poginuli su članovi posade, hrvatski, češki i slovenski mornari, koji su na brodu čekali kraj rata. Te su noći u pulskoj luci slavili su na osvijetljenim brodovima (pošto je oglašen prekid vatre), ne sluteći crnu sudbinu.

### Talijanska uprava
Nakon propasti Austrougarskog Carstva 1918., Pula i čitava Istra predani su Italiji prema mirovnom sporazumu. To je razdoblje obilježeno ekonomskim i političkim nemirima. Pod fašističkom vladom Benita Mussolinija, netalijani, posebice Hrvati, izloženi su ogromnoj političkoj i kulturnoj represiji, zatvarani su u logore, pljačkani i talijanizirani pa su mnogi izbjegli iz grada i Istre. Talijanska uprava trajala je do kapitulacije tijekom Drugog svjetskog rata u rujnu 1943. godine. Njemačka vojska ubrzo je ispunila vakuum koji je nastao povlačenjem talijanskih vojnika. Tijekom njemačke uprave Pula je proživjela najgore razdoblje do tada:  uhićenja, deportacije i egzekucije ljudi za koje se sumnjalo da potpomažu partizanskoj borbi. Također, savezničko strateško bombardiranje uzastopno je razaralo čitave dijelove grada.

### Poslijeratno i suvremeno doba
Nakon oslobođenja 5. svibnja 1945., što se danas slavi kao dan grada Pule, grad su zauzele partizanske snage koje su prethodno oslobodile čitavu Istru i sjedinile ju s maticom Hrvatskom. Nešto nakon oslobođenja od fašističke Italije i dolazak pod hrvatsku vlast, Vlada DF Jugoslavije i vlade Velike Britanije i SAD potpisale su u Beogradu 9. VI. 1945. sporazum o podjeli teritorija Julijske Venecije na Zonu A i Zonu B. Pula s bližom okolicom našla se u zoni A, zapadno od Morganove linije. JNA se iz Pule, Trsta i drugih dijelova zone A povukla do do 12. VI. 1945. Zapovjednik savezničkih snaga na Sredozemlju feldmaršal Harold Alexander je u proglasu objavio daje saveznička vojna uprava ponovno u Zoni A uvela talijansko zakonodavstvo i upravu prema stanju prije 9. IX. 1943. Nekoliko godina nakon 1945. Pulom su upravljali Ujedinjeni narodi. Istra je podijeljena u okupacijske zone, Zonu A i Zonu B. Teritorijalna razdioba rješavana je na Pariškoj mirovnoj konferenciji. Na konferenciji su veliku ulogu imali hrvatski katolički svećenici. Među njima najpoznatiji je po ulozi bio monsinjor Božo Milanović, jedan od predstavnika Istre na Mirovnoj konferenciji u Parizu 1946. na kojoj se odlučivalo o sudbini Istre nakon rata. Podatke koje su prikupili mons. Milanović, Zvonimir Brumnić i drugi hrvatski svećenici bili su jedan od glavnih argumenata zašto je Istra kao dio Hrvatske ušla u sastav Jugoslavije. Glavni dokument po kome se u Parizu postupalo bila je Spomenica hrvatskog svećenstva u Istri Savezničkoj komisiji za razgraničenje Julijske krajine donesena u Pazinu 12. veljače 1946. godine. Spomenicu je donio Zbor svećenika sv. Pavla za Istru, a potpisali su je predsjednik Tomo Banko, tajnik Miro Bulešić, odbornici Božo Milanović, Leopold Jurca, Josip Pavlišić, Antun Cukarić i Srećko Štifanić, kao i 48 članova odbora. U spomenici su prikazali sve strahote koje su od Talijana podnosili Hrvati naročito svećenici od 1918. do 1943. godine, ali je Istra i pored toga ostala nastanjena u velikoj većini Hrvatima, pa zbog toga treba zauvijek pripasti jedino Hrvatskoj.
Dotad je veći dio tog teritorija bio pod privremenim tijelom Slobodnim Teritorijem Trsta u kojem je privremeni režim uprave prihvatilo je Vijeće sigurnosti UN-a, no civilna uprava s guvernerom nije zaživjela. Pula je bila pod savezničkom kontrolom ostala je sve dok nije službeno sjedinjena s ostatkom Hrvatske unutar komunističke Jugoslavije 15. rujna 1947. godine.
Nakon potpisivanja mirovnog sporazuma sa Saveznicima 10. veljače 1947., Jugoslaviji je pripao veći dio Istre i granice su uglavnom povučene po etničkom načelu. Većina onih koji nisu nakon pada Italije otišli, učinili su to tada. Između prosinca 1946. i rujna 1947. grad je optiranjem napustila većina talijanskog stanovništva (istarski egzodus) i mnoštvo hrvatskog stanovništva. Između 1947. i 1953. talijansko kulturno naslijeđe, koje se uglavnom pojavilo nakon I.svj. rata (tj. nakon pada Austro-Ugarske monarhije), (natpisi, simboli itd.) u potpunosti je uklonjeno s puljskih spomenika. Fašisti su pobjegli davno prije, nešto Talijana i potalijančenih Hrvata otjerano je, neki Hrvati i Talijani otišli su u strahu od sukoba i straha od progona, bojeći se komunističkih progona i priča koje su stizale iz ostatka Hrvatske, treći su spontano optirali za ponuđeno rješenje. Mnogo je stanovništva otišlo.
Dana 18. kolovoza 1946. u Puli se dogodila strašna eksplozija na Vergaroli, u kojoj je poginulo 116 ljudi.
Godine 1946. C. Schiffer bilježi da u Puli živi 87.787 stanovnika (54.074 (64 %) Talijana, 27.102 (32 %) Hrvata i 771 Slovenac)[nedostaje izvor]. Godine 1931. Pula je imala 41.439 stanovnika, a 1948. ondje je živjelo samo 19.595 stanovnika.
Saveznički pritisak na Jugoslaviju je rastao. Vlade SAD-a, Velike Britanije i Francuske predložile su Tripartitnom deklaracijom 20. ožujka 1948. prepuštanje cjelokupnog STT-a talijanskoj upravi, na što je Jugoslavija prosvjedovala kod UN-a. Rezolucija Informbiroa i sukob Tito – Staljin otežale su situaciju. Italija je htjela izigrati Jugoslaviju i prisvojiti veći dio STT-a, nudeći joj manji dio zone B. Italija je 1952. odbila jugoslavenski prijedlog kondominija. Pula se nalazila u Zoni A, a 8. X. 1953. SAD i Velika Britanija najavili da će povući svoje snage i Zonu A prepustiti Italiji. Jugoslavija je burno reagirala i poslala velike vojne snage na granicu, a isto je napravila Italija te je izbila tzv Tršćanska kriza. Situacija je riješena pregovorima koji su trajali od veljače 1954. a završili Londonskim memorandumom kojim je STT ukinut, podijeljen, a Jugoslavija dobila cijelu Zonu B i dio Zone A s Pulom.
Naposljetku je hrvatski naziv grada, Pula, postao službeni (naziv Pulj je izvorni, odatle je pridjev puljski kojega se sreće u književnosti, publicistici i znanstvenim radovima). Konačnom podjelom Zone A i Zone B, Pula je došla u sastav NR Hrvatske, s kojom od onda dijeli svoju sudbinu.

### U samostalnoj Hrvatskoj
Nakon Londonskog memoranduma 1954., Pula je definitivno u Hrvatskoj. Grad je obilježila bogata (sub)kulturna povijest koja se može pratiti već od pedesetih godina dvadesetog stoljeća. 1977. godine fenomen punka obilježava prekretnicu. Polako se širio iz Britanije, bez utjecaja komunikacijskih tehnologija kakve danas poznajemo, uz relativno zanemarivanje (ili tiho zgražanje) medija, pogotovo jugoslavenskih socijalističkih. Već iduće je godine u Puli osnovana prva punk grupa – Problemi.
U Puli je klub Uljanik desetljećima bio prava institucija subkulture mladih. Iznimka je bilo razdoblje između 1975. i 1992. kad je funkcionirao kao klasični disco klub u kojem su se povremeno održavali rock koncerti. U samostalnoj Hrvatskoj doživio je procvat. U devedesetima je postao jedinom scenom "alternativnog" izričaja u Puli, a i u hrvatskome dijelu Istre, čak i kad je polako posustajao riječki Palach.

#### U Domovinskom ratu
Temeljem zapovijedi admirala Letice, zapovjednika HRM 21. listopada 1991. utemeljena je Ratna luka Pula, prvi zapovjednik bio je kapetan bojnog broda Ante Budimir, sada kontraadmiral u mirovini; krajem iste godine preustrojem HV-a i HRM-a RL Pula preustrojava se u Pomorsko zapovjedništvo za Sjeverni Jadran Pula. Povodom obilježavanja Dana pobjede i domovinske zahvalnosti, u Puli se svake godine od 2013. na Dan domovinske zahvalnosti i Dan hrvatskih branitelja, 5. kolovoza, održava Mimohod hrvatskih branitelja Istarske županije, u organizaciji Koordinacije udruga proisteklih iz Domovinskog rata te Grada Pule i Istarske županije. Program mimohoda započinje u 8 sati ujutro misom u Katedrali, nastavlja se odavanjem počasti hrvatskim braniteljima polaganjem vijenaca na Centralnom križu Gradskog groblja i Spomeniku poginulim hrvatskim braniteljima u Domovinskom ratu u Parku Franje Josipa te minutom šutnje odaje počast svim poginulim braniteljima.
Mimohod započinje oglašavanjem brodskih i tvorničkih sirena, nakon čega se oglašavaju crkvena zvona, a članovi Društva speleologa s pulske Arene spuštaju desetmetarsku hrvatsku zastavu. Mimohod ide dalje rivom, ulicom Svetog Ivana, Carrarinom ulicom, te Giardinima i Laginjinom ulicom do Doma hrvatskih branitelja (ulaz nasuprot Kazališta). Prati ga Puhački orkestar Grada Pule i mažoretkinje, a uz pomoć policijskih djelatnika i sudjelovanje predstavnika lokalne samouprave i Javne vatrogasne postrojbe Pule i Ministarstva obrane. Ultramaratonac Ivan Jagustin za mimohod istrčava mini maraton, održava se prigodna izložbu ratnih i mirnodopskih fotografija u Domu hrvatskih branitelja te prigodni glazbeni program koji izvode školarci. Na kraju je domjenak za sve sudionike. Građani su pozvani da na taj dan izvjese zastave na svoje prozore. Za sudionike mimohoda tiskaju se prigodne majice s pleterom. Mimohod se održava bez obzira na kišu. Uz članove 17 braniteljskih udruga iz cijele Istre, doprinos mimohodu dao je i pulski nogometni prvoligaš NK Istra 1961, čiji su predstavnici zajedno s predstavnicima kluba navijača Demoni. Prvi je mimohod okupio oko 500 sudionika, drugi 700, a na trećem više od tisuću sudionika.

## Zemljopisni položaj
Pula se nalazi na 44° 52' sjeverne zemljopisne širine i 13° 51' istočne zemljopisne dužine, na prosječnoj nadmorskoj visini od oko 30 m.
Grad na jugozapadnom kraju istarskog poluotoka, razvio se podno i na sedam brežuljaka (Monte Zaro, Monte Serpente, Monte Ghiro, Monte Magno, Monte Paradiso, Monte Rizzi i Monte Vidal), na unutrašnjem dijelu prostranoga zaljeva i prirodno dobro zaštićene luke (dubine do 38 m) koja je otvorena prema sjeverozapadu s dva prilaza, neposredno s mora i kroz Fažanski kanal.
Današnja površina Grada Pule iznosi 5165 ha, od čega 4150 ha na kopnu i 1015 ha na moru, a omeđena je sa sjevera otocima Sv. Jerolimom i Kozadom, gradskim naseljima Štinjan, Veli Vrh i Šijanskom šumom; s istoka područjima Monteserpo, Valmade, Busoler i Valdebek; s juga Starom Plinarom, marinom Veruda i otokom Veruda; te sa zapada Verudelom, Lungomareom i Musilom.

## Klima
U Puli prevladava umjereno topla vlažna klima Cfa, blagih zima i toplih ljeta s prosječnom insolacijom 2316 sati godišnje ili 6,3 sata dnevno, uz prosječnu godišnju temperaturu zraka od 13,2 °C (od prosječnih 6,1 °C u veljači do 26,4 °C u srpnju i kolovozu) i temperaturnom oscilacijom mora od 7 do 26 °C.
Uz prevladavajući oblik klime (Cfa), klima Pule pokazuje i malen utjecaj Sredozemne klime koja prevladava južnije u priobalju Središnje Dalmacije i u Južnoj Dalmaciji te zbog toga biljni pokrov pokazuje mješavinu submediteranskih (hrast medunac,bijeli grab,crni jasen.itd...) i eumediteranskih (hrast crnika,...) obilježja. Mala područja crnog i alepskog bora nastala su utjecajem čovjeka: pošumljavanjem. 
| Klimatološki srednjaci za Pulu                              | Klimatološki srednjaci za Pulu | Klimatološki srednjaci za Pulu | Klimatološki srednjaci za Pulu | Klimatološki srednjaci za Pulu | Klimatološki srednjaci za Pulu | Klimatološki srednjaci za Pulu | Klimatološki srednjaci za Pulu | Klimatološki srednjaci za Pulu | Klimatološki srednjaci za Pulu | Klimatološki srednjaci za Pulu | Klimatološki srednjaci za Pulu | Klimatološki srednjaci za Pulu | Klimatološki srednjaci za Pulu |
| mjesec                                                      | sij                            | velj                           | ožu                            | tra                            | svi                            | lip                            | srp                            | kol                            | ruj                            | lis                            | stu                            | pro                            | godina                         |
| ----------------------------------------------------------- | ------------------------------ | ------------------------------ | ------------------------------ | ------------------------------ | ------------------------------ | ------------------------------ | ------------------------------ | ------------------------------ | ------------------------------ | ------------------------------ | ------------------------------ | ------------------------------ | ------------------------------ |
| srednji maksimum, °C                                        | 9,5                            | 10,6                           | 13,3                           | 15,7                           | 20,8                           | 25,0                           | 27,5                           | 27,4                           | 24,1                           | 19,0                           | 13,8                           | 10,7                           | 18,1                           |
| srednja dnevna temperatura, °C                              | 5,6                            | 5,5                            | 8,3                            | 11,7                           | 15,9                           | 19,9                           | 22,7                           | 22,7                           | 19,4                           | 15,1                           | 10,0                           | 7,2                            | 13,7                           |
| srednji minimum, °C                                         | 0,8                            | 1,5                            | 3,3                            | 5,5                            | 10,0                           | 14,3                           | 16,5                           | 16,2                           | 13,6                           | 9,5                            | 4,6                            | 1,8                            | 8,1                            |
| oborine, mm                                                 | 78,2                           | 64,4                           | 64,5                           | 70,1                           | 55,8                           | 53,0                           | 48,1                           | 75,3                           | 85,3                           | 79,5                           | 111,8                          | 84,5                           | 871,0                          |
| Izvor: Worldclimate.com, podatci za razdoblje 1952. – 1991. |                                |                                |                                |                                |                                |                                |                                |                                |                                |                                |                                |                                |                                |

## Stanovništvo

### Popis 2021.
Pula je najveći grad Istarske županije. Prema popisu stanovništva iz 2021. godine, u Puli je živjelo 52.220 stanovnika, što ga svrstava na sedmo mjesto gradova po broju stanovnika u Hrvatskoj.
Gustoća naseljenosti Grada Pule iznosi 971 stanovnik/km² te je peti grad po gustoći stanovništva u Hrvatskoj.
Stopa nataliteta je 7,9 ‰, a mortaliteta 14,9 ‰ (rođeno je 416, a umrlo 783 osoba), odnosno prirodni prirast je –9,11 ‰ uz vitalni indeks 53,1. Od ukupnog stanovništva, 24.851 ili 47,58 % je muškaraca, a 27.369 ili 52,42 % žena.
- Hrvati – 39.626 (75,88 %)
- Srbi – 2661 (5,10 %)
- Talijani – 1860 (3,56 %)
- Regionalna pripadnost – 1619 (3,10 %)
- Bošnjaci – 1479 (2,83 %)
- Albanci – 440 (0,84 %)
- Slovenci – 357 (0,68 %)
- Neopredijeljeni – 863 (1,65 %)

### Popis 1991.
| broj stanovnika | 3628  | 10601 | 25390 | 31498 | 36143 | 59498 | 38591 | 44219 | 20812 | 28259 | 37099 | 47156 | 56153 | 62378 | 58594 | 57460 | 52220 |
|                 | 1857. | 1869. | 1880. | 1890. | 1900. | 1910. | 1921. | 1931. | 1948. | 1953. | 1961. | 1971. | 1981. | 1991. | 2001. | 2011. | 2021. |

## Ekonomija
Ekonomske grane u Puli obuhvaćaju: brodogradnju, tekstilnu industriju, trikotažnu industriju, odjevnu industriju, turizam, prerađivačku industriju, građevinsku industriju, strojogradnju, elektroindustriju, metalnu industriju, prehrambenu industriju, trgovačku industriju.

## Administrativna podjela
Na području Grada Pule osnovano je 16 mjesnih odbora kao oblika neposrednog sudjelovanja građana u odlučivanju o lokalnim poslovima od neposrednog i svakodnevnog utjecaja na život i rad građana. Svi su mjesni odbori dužni uvažavati interes Grada Pule u cjelini. Mjesni odbor osniva se za dio Grada koji u odnosu na ostale dijelove čini zasebnu razgraničenu cjelinu (dio naselja).
Mjesni odbori Grada Pule jesu:
| Mjesni odbor           | Područje | Površina (m²) | Stanovništvo (2001.) | Gustoća naseljenosti (st./km²) |
| ---------------------- | --- | ------------- | -------------------- | ------------------------------ |
| Stari Grad             | gradske četvrti Grad, Sveti Martin, Portarata i Arsenal                                                                                               | 1.803.570     | 4803                 | 2663,1                         |
| Kaštanjer              | gradska četvrt Kaštanjer | 688.533       | 5166                 | 7502,9                         |
| Monte Zaro             | gradska četvrt Monte Zaro | 323.720       | 3502                 | 10818,0                        |
| Sv. Polikarp – Sisplac | gradske četvrti Sveti Polikarp, Mornarička bolnica i Sisplac                                                                                          | 794.822       | 7776                 | 9783,3                         |
| Veruda                 | gradske četvrti Veruda, Valsaline i gradski turistički predjeli Monsival, Saccorgiana i Verudella                                                     | 1.807.715     | 5698                 | 3152,0                         |
| Stoja                  | gradske četvrti Musil, Vergarola, Sveti Petar, Barake, Valkane i gradski turistički predjeli Valovine i Stoja                                         | 2.955.950     | 1622                 | 548,7                          |
| Nova Veruda            | gradske četvrti Vidikovac i gradski turistički predjeli Marina Veruda, Fischerhutte i Bunarina                                                        | 1.369.152     | 2748                 | 2007,1                         |
| Šijana                 | gradske četvrti Šijana, Monteghiro i prigradska naselja Valica-Ilirija, Vidrijan i Vernal                                                             | 3.421.918     | 6897                 | 2015,5                         |
| Štinjan                | prigradska naselja Štinjan, prigradski turistički predjeli Puntakristo, Puntižela, Valdežunac i Camulimenti i otoci Sv. Jerolim, Kozada, Sv. Katarina | 6.055.036     | 1366                 | 225,6                          |
| Veli Vrh               | prigradska naselja Veli Vrh, Paganor, Karšiole i prigradski turistički predio Vallelunga                                                              | 3.596.220     | 2944                 | 818,6                          |
| Busoler                | prigradska naselja Busoler, Škatari, Šikići, Valmade, Monteserpo-Komunal, Kaiserwald i Valtursko polje                                                | 11.070.417    | 2.376                | 214,6                          |
| Valdebek               | prigradska naselja Valdebek i Dolinka | 4.715.057     | 2226                 | 472,1                          |
| Arena                  | gradske četvrti Arena, Croatia i Kolodvor | 467.687       | 4971                 | 10628,9                        |
| Vidikovac              | gradske četvrti Monte-rizzi i Drenovica | 1.098.976     | 5883                 | 5353,2                         |
| Gregovica              | gradske četvrti Pragrande, Sveti Mihovil, Bolnica i Gregovica                                                                                         | 1.408.490     | 2680                 | 1902,7                         |
| Monvidal               | gradske četvrti Monvidal | 349.259       | 2044                 | 5852,4                         |
|                        | Ukupno | 41.926.522    | 62.702               | 1495,5                         |

## Promet
Zračna luka Pula smještena sjeveroistočno od Pule služi kao domaće i međunarodno odredište, koje ponovno postaje jako prometno središte. Prije 1990. godine pulska je zračna luka imala više od 700.000 putnika godišnje. Obližnje međunarodne zračne luke jesu Trst, Rijeka, Ljubljana i Zagreb.
Željeznički promet je danas u Puli slabo razvijen, izuzev županijskog željezničkog prijevoza kojim se u Pulu i obrnuto iz velikog dijela Istre svakodnevno vozi priličan broj putnika (Pula-Lupoglav). Razlog tomu je činjenica da Pula nije izravno povezana s ostatkom hrvatskog sustava željeznica, već se u druge dijelove Hrvatske mora putovati preko Slovenije. Planovi za izgradnju tunela koji trenutno predstavlja 'kariku koja nedostaje' između istarskih željeznica i Rijeke postojali su mnogo godina, ali unatoč nekoliko puta započetim radovima nisu nikad završeni do kraja.
Istočnim krakom Istarskog ipsilona Pula je spojena na mrežu hrvatskih autocesta, a zapadnim krakom iste poluautoceste izravno je spojena sa slovenskim autocestama, dakle, čitavim sustavom autocesta EU-a. U tijeku je širenje Istarskog ipsilona u puni profil autoceste.
Pula je autobusima povezana velikim brojem mjesnih, domaćih i međunarodnih linija koje kreću s glavnog autobusnog kolodvora u samome gradu.  Javni gradski prijevoz održava Pulapromet, svakim danom od 05:00 do 23:00 sata, na 11 gradskih i 12 prigradskih linija.
Putnički pomorski promet također povezuje grad s obližnjim otocima, ali i s Lošinjom, Zadrom, te Venecijom u Italiji.
Pula je imala električni tramvajski sustav na početku 20. stoljeća. Izgrađen je 1904. kao dio pulskog gospodarskog uzlaza tijekom austrougarske uprave. Nakon Prvog svjetskog rata, tijekom fašističke uprave, potreba za tramvajskim prijevozom je opala, pa je tramvaj konačno ukinut 1934. godine.

## Obrazovanje
U Puli postoji 10 osnovnih škola: OŠ Veruda, OŠ Vidikovac, OŠ Stoja, OŠ Centar, OŠ Kaštanjer, Osnovna škola za odgoj i obrazovanje, OŠ Giuseppina Martinuzzi, Glazbena škola Ivana Matetića Rovinjgova, OŠ Tone Peruško, OŠ Šijana. 11 je srednjih škola:  Ekonomska škola Pula, Gimnazija Pula, Glazbena škola Ivana Matetića-Ronjgova Pula, Industrijsko-obrtnička škola Pula, Medicinska škola Pula, Privatna gimnazija Juraj Dobrila s pravom javnosti Pula, Škola primijenjenih umjetnosti i dizajna Pula, Škola za turizam, ugostiteljstvo i trgovinu Pula, Strukovna škola Pula, Talijanska srednja škola Dante Alighieri Pula, Tehnička škola Pula. 6 fakulteta: Filozofski fakultet Pula, Fakultet prirodnih znanosti Pula, Politehnika Pula, Medicinski fakultet Pula (samo službeno), Fakultet ekonomije i turizma dr. Mijo Mirković, Tehnički fakultet, Fakultet Informatike, Fakultet za interdisciplinarne, kulturoške i talijanska znanosti Pula. I jedna visoka škola: Visoka teološka škola Pula. U Puli djeluje Sveučilište Jurja Dobrile na kojemu postoji i poslijediplomski doktorski studiji.

## Kultura
Kao rezultat svoje bogate političke povijesti, Pula je grad s kulturnom mješavinom ljudi i jezika sa Sredozemlja i srednje Europe, iz antike i suvremenosti. Pulska arhitektura odražava te povijesne slojeve. Stanovnici su obično vični stranim jezicima, posebice talijanskom, a često i njemačkom i engleskom. Od 30. listopada 1904. do ožujka 1905. irski pisac James Joyce podučavao je engleski jezik u školi Berlitz; njegovi studenti uglavnom su bili austrougarski mornarički časnici koji su bili stacionirani u mornaričkom brodogradilištu. Za vrijeme svog boravka u Puli organizirao je mjesno tiskanje svojega djela The Holy Office, satiri o Williamu Butleru Yeatsu i Georgeu Russellu. U isto vrijeme na Brijunskim otocima radio je liječnik i mikrobiolog Robert Koch.
Pri pulskoj Gradskoj knjižnici i čitaonici 1991. godine osnovana je Središnja knjižnica Talijana u Hrvatskoj (Servizio bibliotecario centrale per la Comunita' nazionale italiana in Croazia).

### Mediji
U Puli je smješteno uredništvo dnevnih novina Glasa Istre.
Od 2. polovice 19. st. do raspada Austro-Ugarske 1918. u Puli je bila bogata nakladnička djelatnost austrougarske Mornarice i civilnih nakladnika na njemačkom jeziku. Ista je bila značajna i za hrvatsko novinstvo, jer su te tiskovine radili i hrvatski nakladnici i tiskari, a Hrvati su bili i među autorima i/ili prevoditeljima članaka.

### Ostale kulturne lokacije i događaji
U Puli trenutno postoje dva muzeja, Arheološki muzej Istre i Povijesni muzej Istre. Ostali muzejski postavi mogu se pronaći u Amfiteataru, Augustovom hramu i Nezakciju. U planu je otvaranje i četiri nova muzeja: Muzeja moderne i suvremene umjetnosti Istre, Muzeja tiskarstva, Pomorskog muzeja, te Muzeja Antuna Motike.
Grad ima i dvije knjižnice, "Sveučilišnu knjižnicu u Puli" u sastavu Sveučilišta Jurja Dobrile, te "Gradsku knjižnicu i čitaonicu" koju čine Središnja knjižnica i ogranci: Knjižnica Veruda, Knjižnica Vodnjan, Knjižnica Žminj, Dječja knjižnica. Također, tradicionalno se održava godišnji Sa(n)jam knjige.
Grad ima Zavičajnu knjižaru Histria Croatica Petit[Ako je knjižara javna, onda podatak može stati.] otvorenu 29. ožujka 2012., a koja ima knjišku građu u svezi s povijesnom i kulturnom baštinom, ili pak književno stvaralaštvo hrvatskih i istarskih književnih autora, na hrvatskom i stranim jezicima.
Najvažnija kazališna ustanova je "Istarsko narodno kazalište (INK) – Gradsko kazalište Pula". Od ostalih kazališta postoje "MILK – Malo istarsko lutkarsko kazalište" i "Kazalište Dr. Inat".
Iako je kroz povijest imala brojne kinematografe koje su posjećivali brojni građani, danas djeluje samo jedno kino, "Kino Valli", koje je, nakon preuređenja, otvoreno uoči 55. pulskog filmskog festivala u lipnju 2008. Uz ovo kino postoji i "Kinoteka INK-a" i sezonski otvoreno "Ljetno kino na Kaštelu".
Na području grada djeluju 4 kulturno-umjetnička društva koja njeguju tradicionalne istarske običaje, ali jednako tako i prezentiraju suvremena glazbena djela. Kulturno-umjetnička društva su OKUD Istra, "KUD Matko Brajša Rašan", "KUD Uljanik" i "KUD Lino Mariani". U gradu još, kao samostalna udruga djeluju pulske mažoretkinje, puhački orkestar, te zbor Zaro.
Autonomna kulturna proizvodnja i organiziranje civilnog društva događaju se prvenstveno u društvenom centru Karlo Rojc, bivšoj vojarni u kojoj danas djeluje preko stotinu registriranih udruga, organizacija i inicijativa, mnoštvo sastava te kreativnih pojedinaca/ki.
Glazbena scena je prepuna raznih stilova, od poznatih grupa poput Atomskog skloništa, KUD Idijota, Nole, Popeyea pa sve do underground kulture. Klub Uljanik otvoren je 1960-ih te je i danas jedno od važnih okupljališta u gradu. Od 2004. u Puli se održava poznati međunarodni glazbeni festival Viva la Pola!, glazbeno-edukativna manifestacija Anti-fa fest te festival Monteparadiso.

## Arhitektura i znamenitosti
Grad je najpoznatiji po svojim sačuvanim antičkim rimskim građevinama od kojih je najpoznatiji amfiteatar iz prvog stoljeća, šesti po veličini u svijetu, popularno zvan Arena. Jedan je od najbolje sačuvanih amfiteatara iz antike te se i danas koristi tijekom ljetnih filmskih festivala i raznih kulturnih priredbi. Tijekom Drugog svjetskog rata za vrijeme talijanske fašističke uprave javili su se pokušaji rastavljanja i prijenosa amfiteatra na talijansko kopno, no ideja je ubrzo napuštena zbog visoke cijene izvedbe.
Druge dvije značajne i dobro očuvane antičke rimske građevine su trijumfalni luk, Slavoluk Sergijevaca iz 1. stoljeća i Hram Rome i Augusta, također iz 1. stoljeća, koji je sagrađen na forumu za vrijeme vladavine rimskog cara Augusta.
Dvojna vrata (Porta Gemina) jedna su od nekoliko vratiju preostalih nakon rušenja gradskih zidina na početku 19. stoljeća. Potječu iz sredine 2. stoljeća, a nastala su na mjestu starijih vrata. Sastoje se od dva luka, stupova, ravnog arhitrava i dekoriranog friza. U blizini se mogu pronaći ostaci starih gradskih zidina.
Herkulova vrata su najstariji sačuvani spomenik rimske arhitekture u Puli, izgrađena sredinom 1. stoljeća pr. Kr. Na zaglavnom kamenu isklesana je glava Herkula, zaštitnika antičkog grada Pole, i njegova toljaga. Oštećeni natpis, u blizini toljage, sadrži imena Lucija Kalpurnija Pisona i Gaja Kasija Longina kojima je Rimski Senat povjerio osnivanje rimske kolonije Pole. Stoga se može zaključiti da je Pula osnovana između 47. i 44. pr. Kr.
Augustinski Forum sagrađen je u 1. stoljeću blizu mora. Tijekom rimskog razdoblja okruživali su ga hramovi Jupitera, Junone i Minerve. Ovaj rimski trgovački i administrativni centar grada ostao je glavni trgom klasične i srednjovjekovne Pule. Administrativni i legislativni centar grada i danas je smješten na tom dijelu. Hram Rome i Augusta ostao je očuvan do danas. Dio stražnjeg zida Junoninog hrama ugrađen je u Komunalnu palaču u 13. stoljeću.
Dva rimska kazališta oduprla su se povijesnim pustošenjima. Malo rimsko kazalište promjera oko 50 m potječe iz 2. stoljeća, dok su od Velikog rimskog kazališta promjera 100 m iz 1. stoljeća ostale samo ruševine na južnom rubu grada.
Stare gradske četvrti s uskim ulicama uz koje se nalaze srednjovjekovne i renesansne zgrade, popločene su još uvijek antičkim rimskim pločama.
Bizantinska kapelica sv. Marije Formose, ostatak istoimene ranokršćanske bazilike koja je činila dio sklopa Benediktinske opatije, podignuta je u drugoj polovici 6. st. u obliku grčkog križa nalik crkvama u Ravenni. Sagrađena je zahvaljujući ravenskom nadbiskupu Maksimijanu, porijeklom iz Istre. Trobrodna bazilika imala je dvije bočne kapele uz svetište, od kojih je južna sačuvana do danas, a sjeverna je dobrim dijelom ugrađena u susjedne stambene zgrade. Dekoracije nalikuju onima iz Mauzoleja Gale Placidije u Ravenni. Nadvratni zid sadrži bizantinsku klesanu kamenu ploču. Zidne slike iz 15. stoljeća mogle bi biti restauracije ranokršćanskih slika. Kada su Mlečani opustošili Pulu 1605., odnijeli su mnoge dragocjenosti iz kapelice u Veneciju, uključujući četiri stupa orijentalnog alabastera koji stoje iza visokog oltara Bazilike sv. Marka.
Samostan i crkva sv. Franje potječu s kraja 13. stoljeća. Sagrađeni su 1314. u kasnom romaničkom stilu s gotičkim dodacima poput rozete. Jednobrodna crkva sadrži tri apside. Neobično obilježje ove crkve je dvostruka propovjedaonica kojoj jedan kraj strši izvan glavnog dijela zgrade prema ulici. Drveni poliptih iz 15. stoljeća kojega je izradio emilijanski umjetnik krasi oltar. Zapadni portal urešen je motivima školjki i rozetom. Pridruženi samostan potječe iz 14. stoljeća. Klaustar prikazuje antičke rimske rukotvorine.
Katedrala Uznesenja Blažene Djevice Marije sagrađena je u 6. stoljeću, kada Pula postaje sjedište biskupije, nad ostacima izvornog mjesta na kojem su se kršćani okupljali i molili tijekom rimskih vremena. Zid na začelju katedrale ostatak je prve trobrodne baziliike iz V. st. Proširena je u 10. stoljeću. Nakon što su je Đenovljani razorili, a Mlečani opustošili, gotovo u potpunosti je obnovljena u 15. stoljeću. Današnju formu dobila je u 16. stoljeću kada joj je dodana kasno renesansna fasada. Crkva i danas sadrži nekoliko romaničkih i bizantskih obilježja poput dijelova zidova (datiranih u 4. stoljeće), nekoliko izvornih kapitela i gornjih prozora glavnog broda. U području oltara i u sobi okrenutoj na jug još se uvijek mogu vidjeti fragmenti podnog mozaika iz 5. i 6. stoljeća s natpisima štovatelja koji su platili mozaike. Prozori pobočnih lađa rekonstruirani su u gotičkom stilu nakon požara 1242. godine. Zvonik ispred crkve građen je između 1671. i 1707. kamenom od amfiteatra. Ispred crkve stajala je i krstionica iz 5. stoljeća koja je srušena 1885. godine.
Pravoslavna crkva sv. Nikole s poligonalnom apsidom ravenskog stila, izvorno potječe iz 6. stoljeća, ali je djelomično nadograđena u 10. stoljeću. Godine 1583. namijenjena je pravoslavnoj zajednici u Puli, uglavnom izbjeglicama s Cipra i Naupliona. U crkvi nekoliko ikona iz 15. i 16. stoljeća i ikonostas kojeg je izradio grčki umjetnik Tomios Batos u 18. stoljeću.
Kaštel zvjezdolikog oblika s četiri bastiona smješten je na vrhu središnjeg brežuljka starog grada. Sagradili su ga Mleci nad ostacima rimskog Kapitolija u 14. stoljeću prema planovima francuskog vojnog arhitekta Antoinea de Villea. Od 1961. u njemu se nalazi Povijesni muzej Istre. U blizini, na jugoistočnim padinama, mogu se vidjeti ostatci kazališta iz 2. stoljeća.
Arheološki muzej Istre nalazi se u parku na razini nižoj od rimskog kazališta, a blizu Dvojnih vratiju. Muzejsku zbirku je pokrenuo maršal Marmont u kolovozu 1802. kada je prikupio nekoliko kamenih spomenika iz hrama Rome i Augusta. Današnji muzej otvoren je 1949. godine i sadrži bogatstva sakupljena u Puli i okolici od prapovijesti do srednjeg vijeka.
Samostan i crkva sv. Antuna je jedan od sakralnih spomenika grada Pule. Zvonik crkve sv. Antuna s visinom od 45 m najviša je građevina u Puli.
Pulske fortifikacije predstavljaju niz od dvadesetak tvrđava oko grada, građenih za potrebe austrijske vojske u 19. stoljeću, kada je Pula bila glavna ratna luka Habsburške monarhije.
U blizini Pule raste jedina šuma hrasta plutnjaka u Hrvatskoj. Nastala je prije 200 godina, a zasadili su je hrvatski pomorci.
U sklopu festivala moderne tehnologije 3D video mappinga i dizajna rasvjete "Visualia" u Areni je srušen Guinnessov rekord u kategoriji fotografije najvećeg broja ljudi u formaciji svjetlosnog znaka "Light Postcard".

## Turizam
Prirodna ljepota pulske okolice i tirkizno plavoga Jadranskoga mora učinili su grad međunarodno popularnim ljetnim odmorišnim odredištem. Obližnji biser je nacionalni park Brijuni kojeg su posjetili mnogi svjetski vođe dok je još bio ljetna rezidencija vremešnog državnika Josipa Broza. Rimske vile i hramovi još uvijek leže zakopani među obradivim poljima i duž obale nekoliko okolnih ribarskih i poljodjelskih naselja.
Obalne vode nude plaže, ribarenje, ronjenje do olupina antičkih rimskih galija i ratnih brodova iz Prvog svjetskog rata, te plovidba u netaknute špilje i velike i male otoke. Od pulskih plaža najpoznatije su Gortanova Uvala na Lungomareu, Ambrela i Havajsko na Verudeli, te Pješčana Uvala i Valkane.
Pula je završna točka biciklističke rute EuroVelo 9 koja ide od Gdanjska na Baltičkome moru kroz Poljsku, Češku, Austriju, Sloveniju i Hrvatsku.
Na obližnjim morskim obalama mogu se vidjeti otisci dinosaura od kojih su zasigurno važni pronalasci napravljeni na neotkrivenom mjestu pored Bala.

## Sport
U Puli djeluje brojni sportski klubovi i organizacije. Nogometni klubovi na području Pule su "NK Istra", "NK Istra 1961", "NK Uljanik", "NK Pula ICI", "NK Veli Vrh" i "NK Štinjan".
U okviru tvornice stakla Boris Kidrić od kasnih šezdesetih sve do prve polovine osamdesetih godina djelovao je "NK Staklar" i "NK Šijana". 
U Puli su još bili djelovali nogometni klubovi "Polese", "Club Iris", "Olimpija", "Edera", "Grion", "Čitovnica", "USO", "Proleter", "APG", SATA. Najstariji sudionik puljske nogometne i športske povijest bio je Tulio Pericin.
Krajem godine u Domu sportova „Mate Parlov” tradicionalno se održava poznati malonogometni turnir Moja ulica, moja ekipa (od 1978.). Tradiciju boćanja održavaju klubovi "Olimpija" i "Uljanik". Borilačke vještine promiču hrvački klub "Istarski borac", boksački klub "Pula" – jedini klub iz Hrvatske koji je osvojio boksačko prvenstvo Jugoslavije  i Karate & kickboxing klub "Lav" Pula.
Pula kao primorski grad sadrži brojne klubove vezane uz vodene športove: vaterpolski klubovi "UPAS Jadrograd" i "Pula", veslački klub "Istra", jedriličarski klubovi "Uljanik" i "Vega", te plivački klubovi "Pula" i "Arena".
U gradu još djeluju košarkaški klubovi "Pula 1981", "ŽKK Pula", "Istrauni" i "Stoja", odbojkaški klubovi "Otp banka", "Veli Vrh" i "Centurion", atletski klub "Istra", muški i ženski rukometni klub "Arena", stolnoteniski klubovi "Istra" i "Arena", šahovski klubovi "Pula" i "Uljanik", te Udruga za promicanje amaterskog sporta (UPAS), kao i drugi sportski klubovi.
Od poznatijih sportskih objekata, u Puli je Dom sportova „Mate Parlov”, u kojem su se održala europska sportska natjecanja.
Trkačka utrka "Dan Uljanika", zamišljena kao posveta početku izgradnje brodogradilišta, neprekidno se održava od 1983. godine.
Održavaju se brojne jedriličarske regate s dugom tradicijom: Dan Uljanika (1994.), Istarska regata (Umag–Pula; 1949.), Pulska regata (1965.), Regata Pesaro – Pula – Pesaro (službenog naziva Sulla Rotta dei Trabaccoli; 1985.), Regata Sv. Nikola (1992.).
Od 1975. godine održava se Plivački mini maraton perajama Fratarski otok – Bunarina, dok se od 1980. održava Plivački mini maraton Stoja – Valsaline poznat i kao Plivački mini maraton grada Pule.
Šahovski turnir Pula Open i Veslačka regata Pula održavaju se od 1987. godine.
Boksački turnir Arena Cup,  koji se uz prekide održava od 1999. je najstariji i najjači hrvatski amaterski boksački turnir.
Održavale su se Ironman utrke za WTC-ov svjetski kup.

## Obližnji gradovi i naselja
- Bale (Valle)
- Banjole (Bagnole)
- Barban (Barbana)
- Brijuni (Brioni)
- Fažana (Fasana)
- Galižana (Gallesano)
- Krnica (Carnizza)
- Ližnjan (Lisignano)
- Loborika (Lavarigo)
- Marčana (Marzana)
- Medulin (Medolino)
- Peroj (Peroi)
- Pomer (Pomer)
- Premantura (Promontore)
- Šišan (Sissano)
- Štinjan (Stignano)
- Valtura (Altura)
- Vodnjan (Dignano)
- Vinkuran (Vincural)

## Važnije kulturne udruge
- Istarski ogranak Društva hrvatskih književnika
- Rondo Histriae, mješoviti pjevački zbor

## Gradovi pobratimi i partnerski gradovi

### Povelje o bratimljenju
- Graz, Austrija (1972., suradnja od 1961.)
- Trier, Njemačka (1971.)
- Imola, Italija (1972.)
- Verona, Italija (1982.)
- Kranj, Slovenija
- Čabar, Hrvatska (1974.)
- Varaždin, Hrvatska (1979.)
- Hekinan, Japan (2007.)
- Villefranche-de-Rouergue, Francuska (6. svibnja 2008., mjesto hrvatskog ustanka, suradnja od 2005.)
- Sarajevo, Bosna i Hercegovina (2012.)

### Ostali oblici suradnje
- Segedin, Mađarska (Pismo namjere o suradnji iz 2003.)
- Veles, Makedonija (Nacrt sporazuma o prijateljstvu i kulturnoj suradnji iz 2002.)
- Novorossijsk, Rusija (Protokol o suradnji i bratimljenju iz 1997.)

### Jake prijateljske veze i stalni kontakti s ostalim gradovima
- Beč, Austrija
- više gradova iz Štajerske, Austrija
- Pečuh, Mađarska
- Brno, Češka

## Galerija
- Panorama grada
- Katedrala
- Dvojna vrata
- Zlatna vrata
- Augustov hram
- Fort Bourguignon
- Kaštel
- Uljanik i Uljanik brodogradnja 1856
- Valerijin park
- Portarata
- Grand Hotel Riviera
- Riva

## Više informacija
- Pulska biskupija
- Porečko-pulska biskupija
- Mornarička zvjezdarnica u Puli
- Nagrade i priznanja Grada Pule
- Agripinina kuća